# إريموفيلا فيليبسيا
إريموفيلا فيليبسيا (بالإنجليزية: Eremophila phillipsii) هو نوع من النباتات المزهرة ينتمي إلى جنس إريموفيلا، ضمن فصيلة الأفيونية، وهو نبات عطري منتصب الشكل، موطنه الأصلي في مناطق محدودة من غرب أستراليا. يتميز هذا النبات بأوراقه الرمادية المخضرة، وأزهاره الأرجوانية ذات الشكل الأنبوبي، ورائحته القوية التي تُعد غير مستساغة لبعض الأشخاص.

## الوصف
هي شجيرة قائمة تنمو حتى ارتفاع 2.5 متر، ولها فروع مغطاة بكثافة بشعيرات رمادية. الأوراق مرتبة بالتناوب، طولها بين 18 إلى 40 مم، وعرضها بين 1.5 إلى 3 مم، ذات شكل ضيق وتكون مغطاة بكثافة بالشعيرات أيضًا، مما يمنحها مظهرًا رماديًا باهتًا. الرائحة القوية التي تصدر عن النبات تُعد ميزة مميزة له.
تظهر الأزهار فردية في محاور الأوراق، وتحتوي على كأس مكون من 5 سبلات خضراء إلى أرجوانية، طولها بين 6 إلى 12 مم. التويج أنبوبي الشكل، لونه أرجواني من الخارج وأبيض مائل إلى البنفسجي من الداخل، مزين ببقع أرجوانية. الزهرة تحتوي على أربعة أسدية، اثنتان منها فقط تمتدان خارج الأنبوب.
موسم الإزهار يمتد من أكتوبر إلى ديسمبر، وتنتج الثمار بيضاوية الشكل مغطاة بشعيرات وتبلغ حوالي 3 مم طولاً.

## التصنيف والتسمية
وُصِف هذا النوع لأول مرة رسميًا من قبل عالم النبات فرديناند فون مولر (Ferdinand von Mueller) في عام 1893، بالاعتماد على عينة جُمعت بالقرب من جبل مارغريت. وقد نُشر وصفه في Journal of the Proceedings of the Linnean Society, Botany.

## الانتشار والموطن
ينمو هذا النبات في المناطق الصخرية أو الرملية في نطاق ضيق بين منطقتي ميريديث وكولجاردي في منطقة جولد فيلدز إسبيرانس بغرب أستراليا.

## الحالة البيئية
صنّفت وزارة البيئة والحفاظ على التنوع الأحيائي في حكومة غرب أستراليا هذا النوع على أنه غير مهدد بالانقراض.

## الاستخدامات البستانية
يُزرع هذا النوع من إريموفيلا لجمال أزهاره ولرائحته العطرية المميزة، التي قد تكون غير محببة للبعض. يمكن استخدامه في التحوطات أو كشجيرة قائمة. يتكاثر بسهولة عبر العقل، ويفضل التربة جيدة التصريف والمواقع المشمسة، كما يتحمل الجفاف بدرجة جيدة، إلا أنه حساس للصقيع.